# Année impériale japonaise
L'année impériale japonaise (皇紀, kōki) ou « année calendaire nationale » est un système de calendrier unique au Japon. Il est basé sur la légendaire fondation du Japon par l'empereur Jinmu en 660 av. J.-C.,. Kōki met l'accent sur la longue histoire du Japon et la dynastie impériale,.

## Histoire
Les Jeux olympiques d'été de 1940 et l'exposition de Tokyo sont prévus comme événements commémoratif de l'année 1940 (Kōki 2600), mais les Jeux sont annulés à cause de la deuxième guerre sino-japonaise. 
L'Armée impériale japonaise (AIJ) et la Marine impériale japonaise (MIJ) utilisent le système kōki pour identification. Ainsi : 
- le canon type 92 de l'AIJ est appelé « quatre-vingt douze » parce que sa conception est achevée en 1932 et la 2 592e année depuis le premier empereur du Japon (Kōki 2592) ;
- le Mitsubishi A6M Zero est appelé le « zero » parce qu'il entre en service en 1940 (Kōki 2600).

Dans le Japon d'aujourd'hui, le système de comptage des années depuis le règne de l'empereur Jinmu est encore utilisé dans certains contextes juridiques  mais il a été abandonné pour les activités économiques et sociales.

## Source de la traduction
- (en) Cet article est partiellement ou en totalité issu de l’article de Wikipédia en anglais intitulé « Japanese imperial year » (voir la liste des auteurs).